# Tabanus limbatineuris
Tabanus limbatineuris är en tvåvingeart som beskrevs av Macquart 1847. Tabanus limbatineuris ingår i släktet Tabanus och familjen bromsar. Inga underarter finns listade i Catalogue of Life.